# Trond Nordeide
Trond Nordeide (Bergen, 18 aprile 1964) è un ex calciatore norvegese, di ruolo centrocampista.

## Carriera

### Club
Nordeide cominciò la carriera con la maglia del Brann. Vestì questa casacca dal 1983 al 1989, totalizzando 93 presenze e 4 reti in campionato. Raggiunse due finali consecutive di Norgesmesterskapet (1987 e 1988), perdendole entrambe. Si trasferì successivamente allo Strømsgodset, per cui esordì il 28 aprile 1990: subentrò a Halvor Storskogen nella sconfitta casalinga per 0-1 contro la sua ex squadra del Brann. Il 17 giugno successivo, realizzò la prima rete in campionato: fu autore di un gol nel successo per 0-2 in casa del Molde. L'anno seguente, contribuì alla vittoria finale nella Coppa di Norvegia 1991. Nella stessa stagione, però, il club retrocesse nella 1. divisjon. Nordeide restò in forza al Godset per un'ulteriore annata, prima di fare ritorno al Brann, dove rimase fino al 1994.

## Palmarès

### Club

#### Competizioni nazionali
- Coppa di Norvegia: 1

Strømsgodset: 1991